# 白子 (精巣)
白子（しらこ）は、主に魚類の精巣を食材とする際の呼び名。フグ、タラ、アンコウ、サケ、タイ、サワラ、イカなどの成熟した白子は味が良く、酢の物、汁物、鍋物、焼き物などとして食べる。
通常、75 - 82 %の水分、1 - 5 %の脂肪を含み、プロタミン（ヒストン）、ヌクレオプロテインなどの強塩基性タンパク質やポリアミンを多く含むのが特徴とされる。遺伝子としてのDNAも高濃度で含む。

## フグの白子

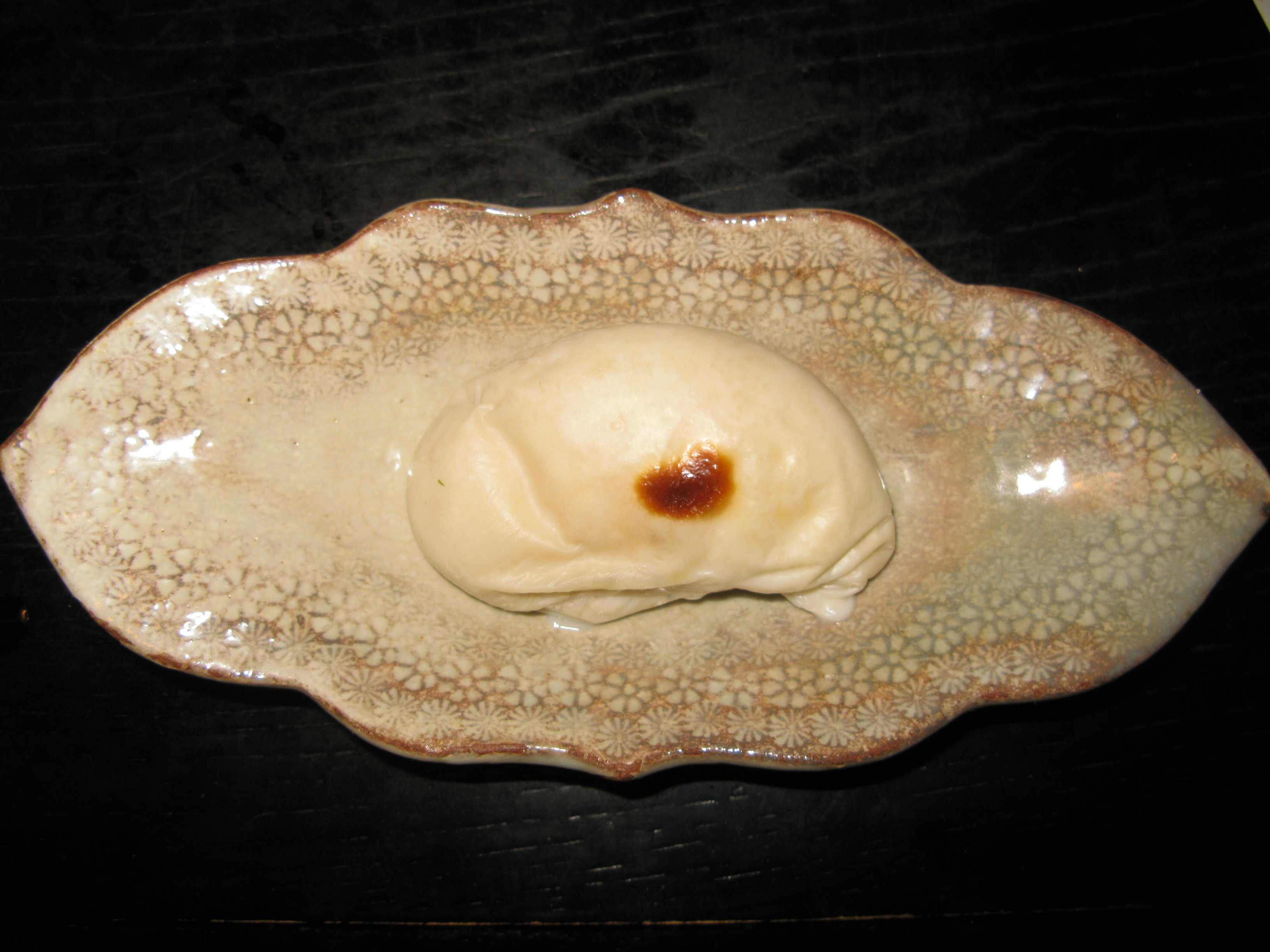
ふぐの白子焼き

フグの身や内臓には猛毒であるテトロドトキシンが蓄積される。どこに蓄積されるかはフグの種類ごとに違うが、白子は比較的テトロドトキシンが蓄積される種が少なく（皆無ではない）、うまみも芳醇であることから食用に供される。

## サケの白子
サケの白子は主にDNAやプロタミンの抽出材料として利用され、核酸系調味料、強化剤、保存料、健康食品、化粧品、工業原料などにも利用されている。2013年には、リン酸がレアアース（特にツリウム・ルテチウム）吸着を高めることがわかったため、鉱石から採取を容易にできるようになる手法をアイシン・コスモス研究所が開発した。なお、白子に化学的処理を施せば、あらゆる種類のレアアースにも対応できることもわかっている。
食用として提供され、サケの季節である秋には鍋物や汁物の材料として盛んに売られ、価格は安い。しかし2004年以降、サケの漁獲量が減少傾向にあり、価格は値上がりしている。

## タラの白子

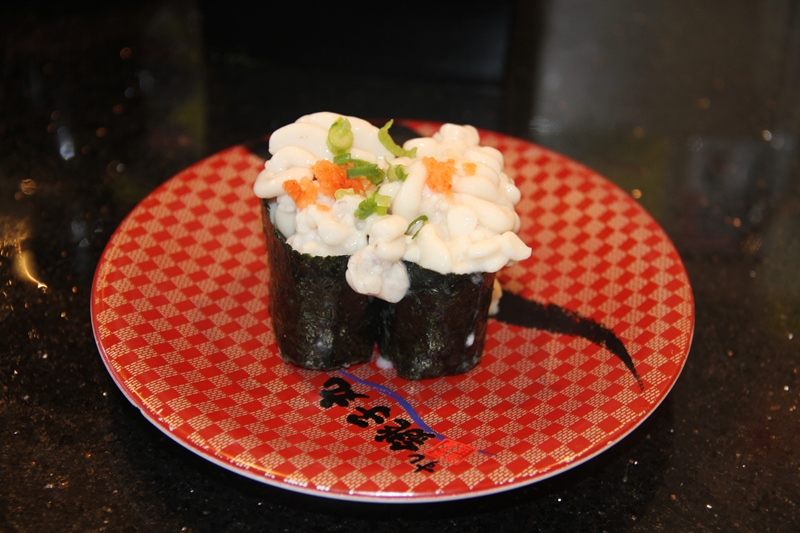
タラの白子の軍艦巻

一般的にスケソウダラの白子を助子（スケコ）・マダラの白子を真子（マコ）とも呼び、その他地方名として北海道では「タチ・タツ」（すけだち・まだち）。津軽では「タヅ」。南部、伊達では「キク」。秋田県、山形県、福井県嶺北地方では「だだみ」。
京都府、福井県嶺南地方などでは「雲子（くもこ）」と呼ばれることが多い。他にも「雲腸（くもわた）」、「菊腸（きくわた）」と呼ぶ。
このタラ・スケソウ類の「タチ」「クモコ」は、他の魚類の精巣とちがい、うねった襞のような形状をしている。
室町時代の『親元日記』（寛正6/1465年正月の条）に、「鱈の膓（タラの腸）」を「不来々々（コズコズ）」またはゲン担ぎで逆の「来々（クルクル）」と呼び換えて、新年の食べ物に供するとあり、これは「タラの白子」の事ではないかと考察される。新井白石（書簡）によれば、「クルクル」というのは、そもそもその「クルクル巻き」な形状から名付けられたのではないか、としている。
焼き物・天ぷら・味噌汁・鍋の具材としても利用され、近年は海外からも輸入されている。
北海道岩内町・利尻島ではかまぼことして加工されるたつのかまぼこ（たちのかまぼこ）がある。

## イカの白子
数が少なく珍重されるため、一般にはあまり出回らない。高級料亭などで食されている。
ポン酢や酢味噌につけたり、つみれにして椀種に用いられる。
料理法ポン酢、鍋物の具材、天ぷら、ソテー、吸い物、味噌汁